# 江连海
江连海（1952年—），吉林公主岭人，汉族，中华人民共和国政治人物、第十一届全国人民代表大会吉林地区代表。
毕业于吉林省委党校经济学专业。加入中共，担任吉林证监局局长。2008年起担任全国人大代表。